# Traité d'Athènes (2003)
Pour les articles homonymes, voir Traité d'Athènes.
- Nouveaux membres de l'Union
- Les 15 anciens membres de l'Union européenne

Le traité d'Athènes ou Traité d'adhésion de 2003 (nom officiel ci-dessous) a été signé le 16 avril 2003 et consacre le cinquième élargissement de l'Union européenne, avec l'entrée de Chypre, de l'Estonie, de la Hongrie, de la Lettonie, de la Lituanie, de Malte, de la Pologne, de la Slovaquie, de la Slovénie et de la Tchéquie. 
Il porte modification aux traités instituant la Communauté européenne (TCE) et l'Union européenne (TUE), et est entré en vigueur le 1er mai 2004.

## Nom officiel

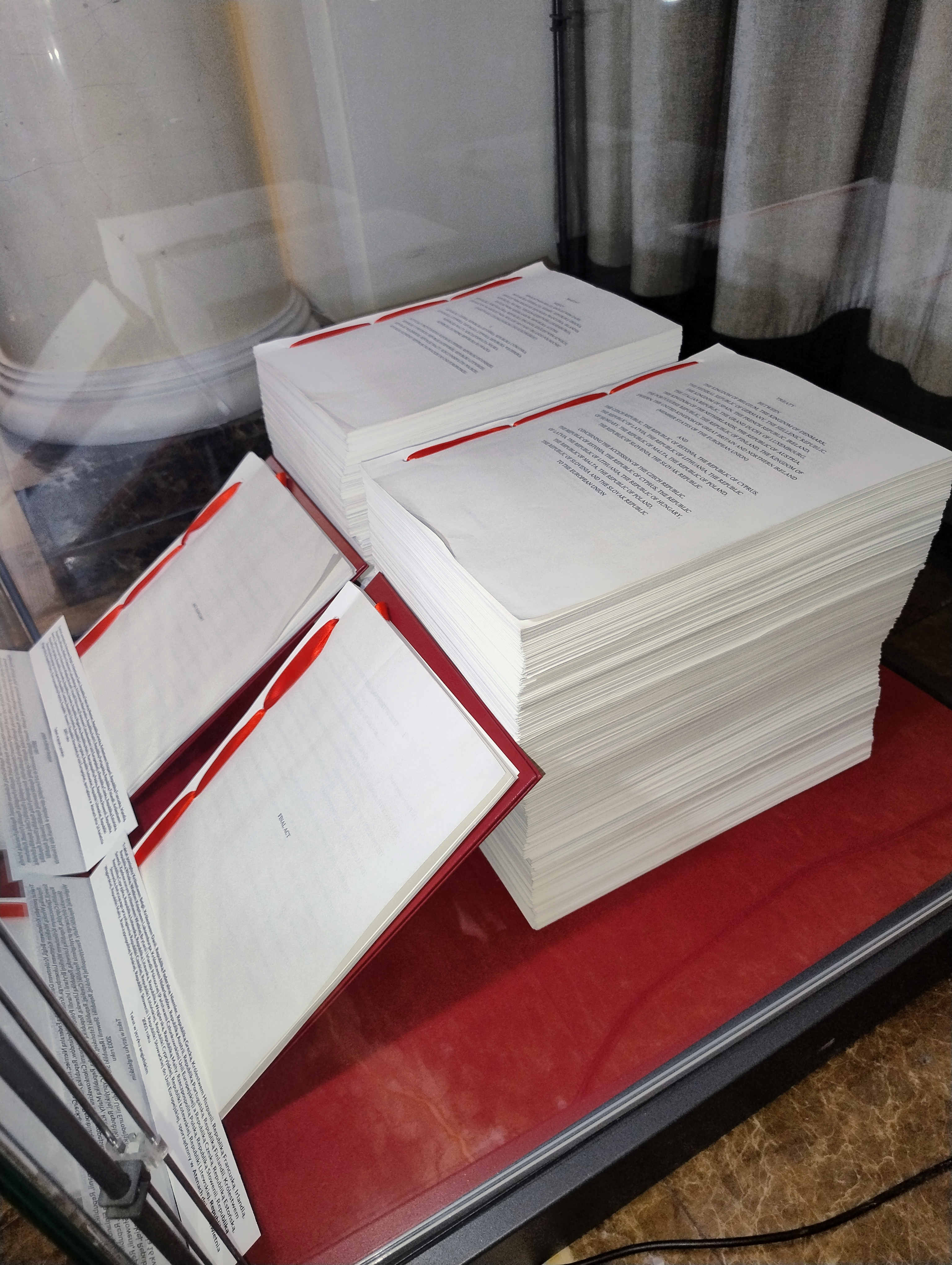
Traité d'Athènes (2003)

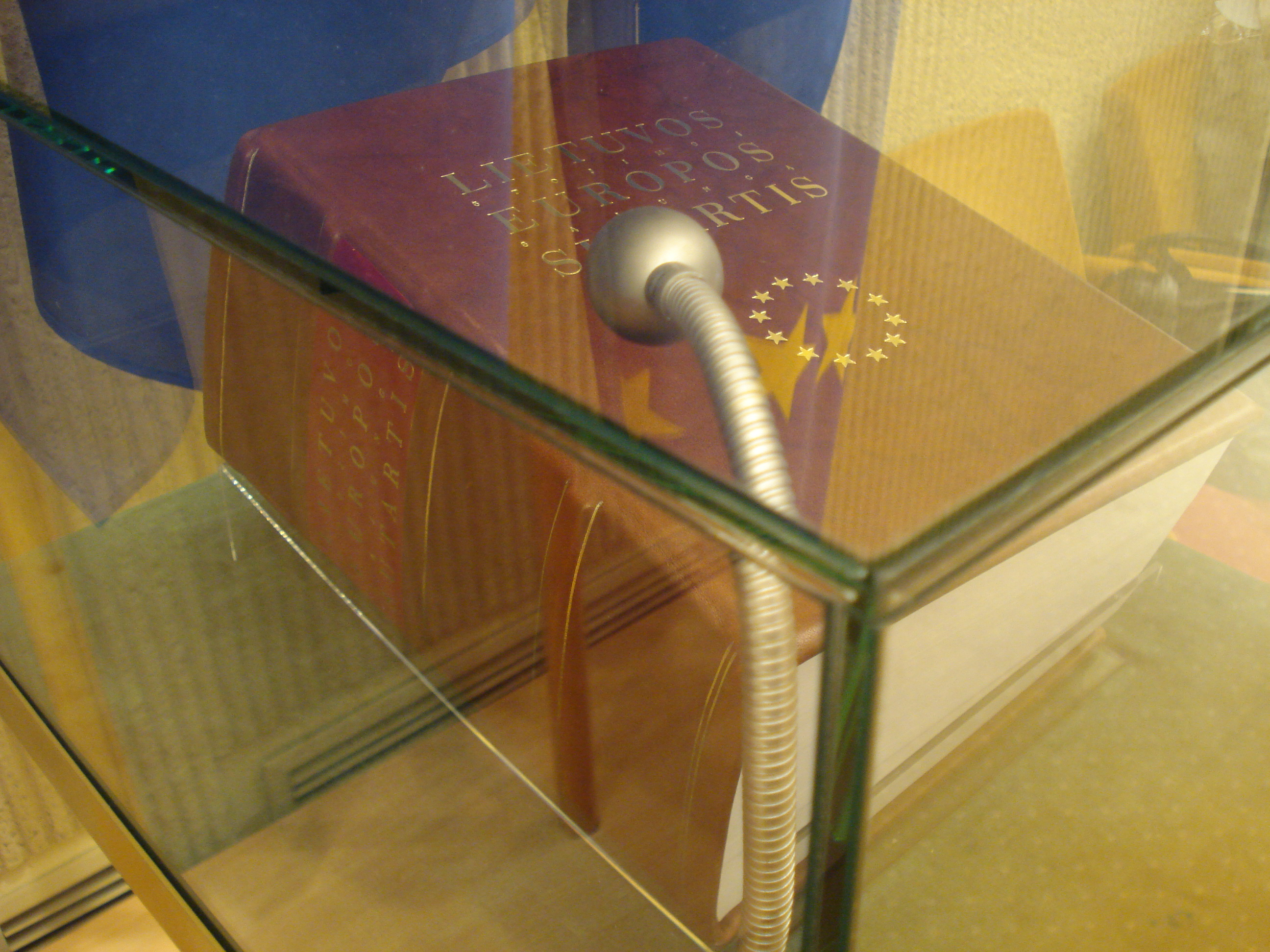
Traité d'adhésion de la République de Lituanie à l'Union européenne.

Le nom officiel du traité d'adhésion est (en français) :

« Traité entre le Royaume de Belgique, le Royaume de Danemark, la République fédérale d'Allemagne, la République hellénique, le Royaume d'Espagne, la République française, l'Irlande, la République italienne, le Grand-Duché de Luxembourg, le Royaume des Pays-Bas, la République d'Autriche, la République portugaise, la République de Finlande, le Royaume de Suède, le Royaume-Uni de Grande-Bretagne et d'Irlande du Nord (États membres de l'Union européenne) et la République tchèque, la République d'Estonie, la République de Chypre, la République de Lettonie, la République de Lituanie, la République de Hongrie, la République de Malte, la République de Pologne, la République de Slovénie, la République slovaque relatif à l'adhésion de la République tchèque, la République d'Estonie, la République de Chypre, la République de Lettonie, la République de Lituanie, la République de Hongrie, la République de Malte, la République de Pologne, la République de Slovénie et la République slovaque à l'Union européenne. »